# Schmiedrued
Schmiedrued est une commune suisse du canton d'Argovie, située dans le district de Kulm.

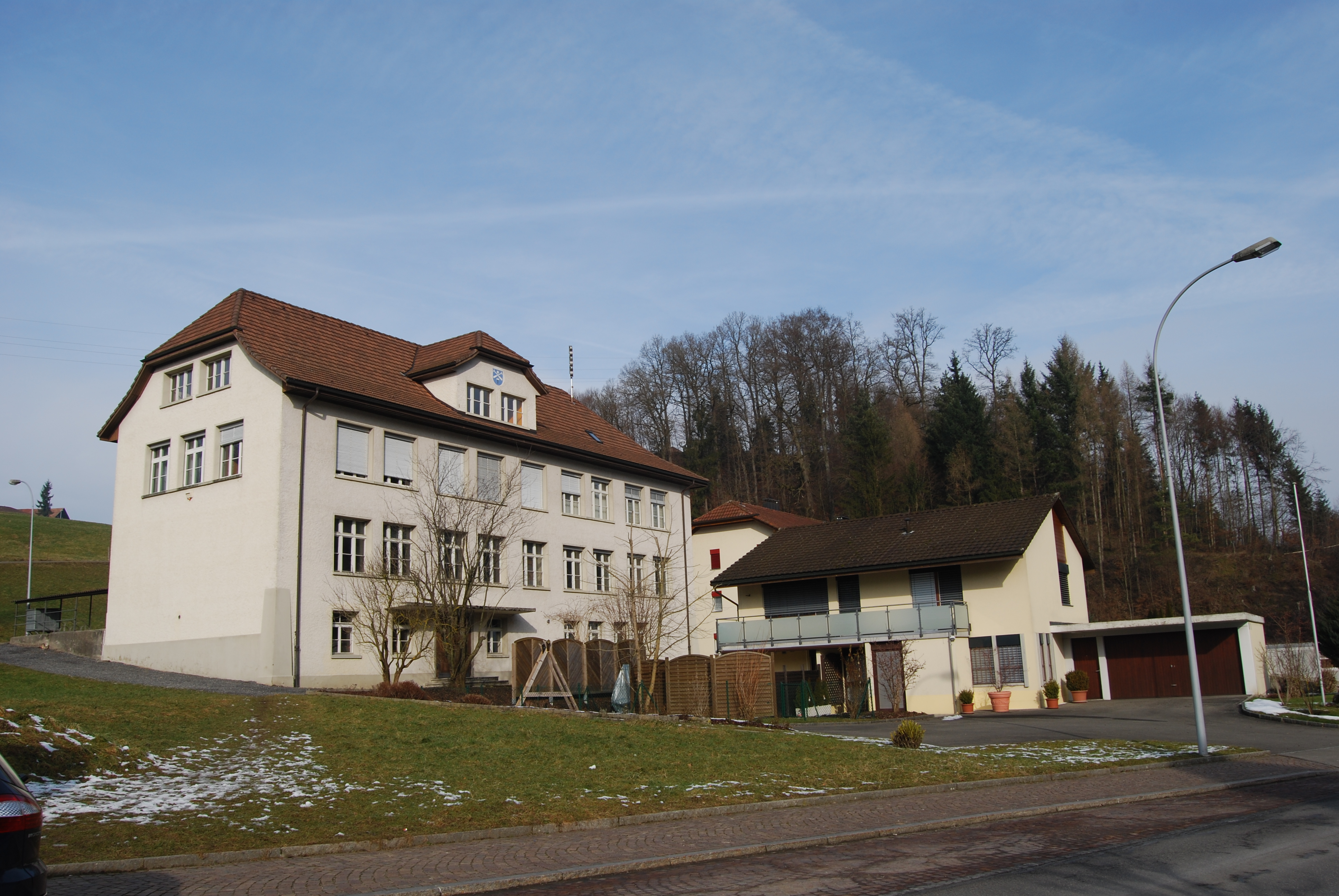
Administration municipale de Schmiedrued.

## Démographie
Schmiedrued compte 1 159 habitants au 31 décembre 2022 pour une densité de population de 134 hab/km2. Sur la période 2010-2019, sa population a diminué de −2,8 % (canton : 12,2 % ; Suisse : 9,4 %).  
Impossible de compiler l'entrée EasyTimeline :

Timeline generation failed: 1 error found

Line 240:   bar:1850  from:0 till:1526

- Plotdata attribute 'till' invalid.

```
 Date '1526' not within range as specified by command Period.

```